# Норт-Іст Тауншип (округ Ері, Пенсільванія)
Норт-Іст Тауншип (англ. North East Township) — селище (англ. township) в США, в окрузі Ері штату Пенсільванія. Населення — 6529 осіб (2020).

## Демографія
Згідно з переписом 2010 року, у селищі мешкало 6315 осіб у 2443 домогосподарствах у складі 1791 родини. Було 2687 помешкань
Расовий склад населення:
| - 97,4 % — білих - 1,1 % — чорних або афроамериканців - 0,3 % — азіатів - 0,1 % — корінних американців |

До двох чи більше рас належало 0,9 %. Частка іспаномовних становила 1,5 % від усіх жителів.
За віковим діапазоном населення розподілялося таким чином: 22,2 % — особи молодші 18 років, 62,2 % — особи у віці 18—64 років, 15,6 % — особи у віці 65 років та старші. Медіана віку мешканця становила 43,3 року. На 100 осіб жіночої статі у селищі припадало 99,5 чоловіків;  на 100 жінок у віці від 18 років та старших — 97,9 чоловіків також старших 18 років.
Середній дохід на одне домашнє господарство  становив 76 627 доларів США (медіана — 58 750), а середній дохід на одну сім'ю — 88 682 долари (медіана — 72 384). Медіана доходів становила 62 401 долар для чоловіків та 35 035 доларів для жінок. За межею бідності перебувало 11,0 % осіб, у тому числі 18,6 % дітей у віці до 18 років та 5,3 % осіб у віці 65 років та старших.
Цивільне працевлаштоване населення становило 3001 особа. Основні галузі зайнятості: виробництво — 23,0 %, освіта, охорона здоров'я та соціальна допомога — 20,8 %, мистецтво, розваги та відпочинок — 10,1 %, роздрібна торгівля — 9,0 %.